# 磁気回転効果
物理学における磁気回転効果（英: gyromagnetic effect）とは、強磁性体を高速度で回転させるとその軸の方向に磁化される現象、およびその逆の、自由に回転できる強磁性体についてその軸の方向に磁化を変化させると回転モーメントが発生する現象を言う。
前者をバーネット効果と呼び、1914年にバーネットによって発見された。後者をアインシュタイン-ド・ハース効果と呼び、1915年にアインシュタインとド・ハースによって発見された。
磁気回転効果の発見から、強磁性体の磁化の原因は電子の回転であるという理論が提唱されることとなり、電子にスピンと呼ばれる物理量が存在することが認められるようになった。